# تحليل قطرة مياه
تحليل بضع قطرات من المياة(WPA) ينشأ تحليل بضع قطرة من الماء من مفهوم تحليل قرصة الحرارة. WPA هي تقنية منهجية لتقليل استهلاك المياه وتوليد المياه العادمة من خلال تكامل الأنشطة أو العمليات التي تستخدم في المياه. تم عرض مفهوم تحليل بضع قطرات من المياة لأول مرة بواسطة العالم وانغ و العالم سميث . منذ ذلك الحين ، تم استخدامه على نطاق واسع كأداة للحفاظ على المياه في مصانع العمليات الصناعية. تم تطبيق تحليل بضع قطرات من المياه مؤخرًا على المباني الحضرية / المحلية. تم تمديده في عام 1998 من قبل نيك هال في جامعة كيب تاون ، الذي طورها كحالة خاصة من شبكات التبادل الشامل لاستهداف تكلفة رأس المال.
تشمل تقنيات تحديد الأهداف لاستعادة المياه القصوى التي يمكنها التعامل مع أي نوع من أنواع المياة التي تستخدم عملية نقل جماعي وعدم نقل كميات كبيرة من النظم القائمة التي تشمل المصادر والبواليع منحنيات المركب ، منحنيات المصدر والحوض المركبة (Nick Hallale (2002). طريقة جديدة لاستهداف الرسوم البيانية للحد من تقليل المياه. أسلوب التقدم في البحوث البيئية. 6 (3): 377-390) وتحليل سلسلة المياه ‏ (WCA). منحنيات المصدر وحوض المركبة هي أداة رسومية لتحديد أهداف استعادة المياه وكذلك لتصميم شبكات استرداد المياه.